# Thrixspermum angustatum
Thrixspermum angustatum är en orkidéart som beskrevs av Louis Otho Otto Williams. Thrixspermum angustatum ingår i släktet Thrixspermum och familjen orkidéer. Inga underarter finns listade i Catalogue of Life.